# Hetty Kleinloog
Hendrika (Hetty) Kleinloog (Amsterdam, 24 juni 1958) is schrijver, tekstdichter en  docent creatief schrijven.

## Docent
Van 1984 tot 1988 studeerde zij aan de Theaterschool Amsterdam, de parttime opleiding Docent Drama. Als afstudeerproject richtte zij Theatergroep Mevrouw Jansen op. Bij deze theatergroep was zij tot de opheffing in 2009 creatief leider, auteur, regisseur en tekstdichter. Voor diverse andere theatergroepen heeft zij toneelstukken geschreven, onder andere voor Theatergroep Troost Gouden Kooistra (2012), over het leven van horecamagnaat Sjoerd Kooistra.
Vanaf 1992 geeft ze les, onder andere als docent Drama en Nederlands aan het ROC van Amsterdam, de opleiding Theater. Zij geeft cursussen Creatief schrijven en ze is vakdocent Scenario, Romans & korte verhalen en Poëzie aan de Schrijversacademie.

## Televisie
Vanaf 2000 schrijft Kleinoog televisiedrama. Zij werkte als dialoogschrijver, storyliner en eindredacteur mee aan tv-series als ONM, Lotte (Talpa), SpangaS (NCRV), Malaika (RTL 5), Tita Tovenaar (AVRO), De Spa (Talpa), De Kameleon (KRO/NCRV)  en aan diverse bedrijfsfilms en transmediale producties. Bij Spangas vormde zij onderdeel van het kernteam en was zij vanaf de start in 2007 tot juli 2015 storyliner en eindredacteur. Van 2016 tot 2018 heeft ze dialogen geschreven bij Goede tijden, slechte tijden, daarna ging zij fulltime romans schrijven.

## Muziektheater
Als tekstdichter schreef Kleinoog liedteksten voor diverse muziektheatervoorstellingen, voor Tita Tovenaar, Grobbebollenlol, Kinderen voor Kinderen (Mummiedans), de scholenmusical Zin in Morgen (NCRV) en het libretto van de Maria Magdalena Passie. In 2013 heeft zij in opdracht van Egon Kracht teksten voor Het Oog van Leonardo, een muziekvoorstelling over Leonardo da Vinci, geschreven.

## Boeken
In 2014 kwam haar jeugdroman Vuurwerk uit. Dit Spangasboek met verhalen werd genomineerd voor de Hotze de Roosprijs en stond op de tiplijst van de Nederlandse Kinderjury 2015. Haar roman Volle Bloei is in juni 2018 door Uitgeverij Marmer uitgegeven. Eveneens uitgegeven door Marmer is haar kerstnovelle Een goede kerst (2018).
In het najaar 2019 volgde het tweede deel van de 'Volle' trilogie, Volle kracht.